# 潔西卡·佩古拉
潔西卡·佩古拉（英語：Jessica Pegula，1994年2月24日—）是美國职业网球女运动员，2009年轉職業。她的WTA生涯最高單打排名為第3（2022年10月24日），获得过7座巡回赛单打冠军。

## 外部連結
- 潔西卡·佩古拉的国际女子网球协会官方資料（英文）
- 潔西卡·佩古拉的國際網球總會 職業／青少年 官方資料（英文）